# 马济耶尔昂加蒂讷
马济耶尔昂加蒂讷（法語：Mazières-en-Gâtine，法語發音：[mazjɛʁ ɑ̃ ɡatin]）是法国德塞夫勒省的一个市镇，属于帕尔特奈区。

## 地理
马济耶尔昂加蒂讷（46°31'58"N, 0°19'24"W）面积19.06 平方千米，位于法国新阿基坦大区德塞夫勒省，该省份为法国西部内陆省份，北起曼恩-卢瓦尔省，西接旺代省，南至夏朗德省和滨海夏朗德省，东临维埃纳省。
与马济耶尔昂加蒂讷接壤的市镇（或旧市镇、城区）包括：尚德尼耶、拉沙佩勒巴通、圣马克拉朗德、韦吕、武埃、圣帕尔杜-苏捷。

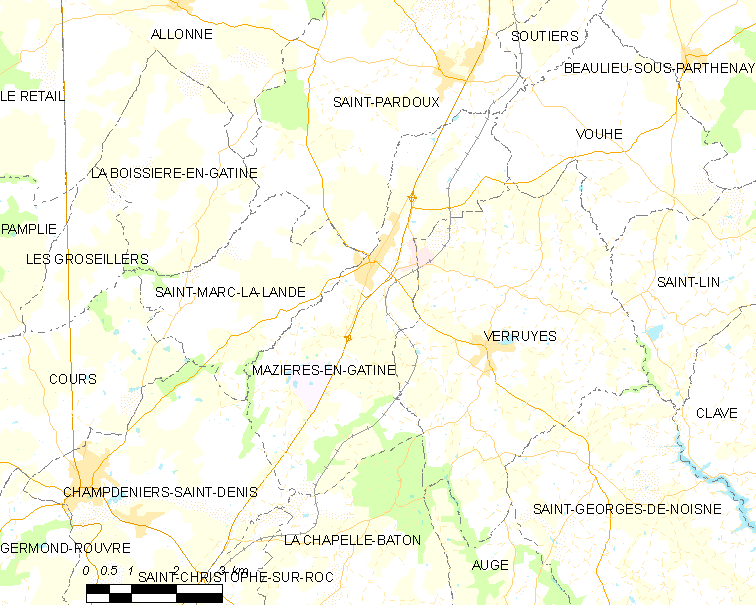
马济耶尔昂加蒂讷的OSM定位图

马济耶尔昂加蒂讷的时区为UTC+01:00、UTC+02:00（夏令时）。

## 行政
马济耶尔昂加蒂讷的邮政编码为79310，INSEE市镇编码为79172。

## 政治
马济耶尔昂加蒂讷所属的省级选区为拉加蒂讷县。

## 人口

1962-2008年间马济耶尔昂加蒂讷人口变化图示

马济耶尔昂加蒂讷于2022年1月1日时的人口数量为1028人。